# Aberto de Taiwan de golfe
O Aberto de Taiwan era o torneio aberto nacional de golfe de Taiwan. Era também conhecida como Aberto da República da China ou, simplesmente, como ROC Open. A primeira partida foi realizada em 1965, tendo como vencedor Hsu Chi-san, e passou a ser realizada anualmente até o ano de 2006. Foi torneio do Asian Tour entre 1999 e 2006.

## Vencedores
| Ano  | Vencedor           | País           | Ref   |
| ---- | ------------------ | -------------- | ----- |
| 2006 | Lin Wen-tang       | Taiwan         | [ 1 ] |
| 2005 | Thaworn Wiratchant | Tailândia      | [ 1 ] |
| 2004 | Charlie Wi         | Coreia do Sul  | [ 1 ] |
| 2003 | Jason Dawes        | Austrália      | [ 1 ] |
| 2002 | Danny Chia         | Malásia        | [ 1 ] |
| 2001 | Andrew Pitts       | Estados Unidos | [ 1 ] |
| 2000 | Vijay Singh        | Fiji           | [ 1 ] |
| 1999 | Kang Wook-soon     | Coreia do Sul  | [ 1 ] |
| 1998 | Lu Chien-soon      | Taiwan         | [ 1 ] |
| 1997 | Tsai Chi-huang     | Taiwan         | [ 1 ] |
| 1996 | Hong Chia-yuh      | Taiwan         |       |
| 1995 | Daniel Chopra      | Suécia         | [ 2 ] |
| 1994 | Hong Chia-yuh      | Taiwan         |       |
| 1993 | Lin Chie-hsiang    | Taiwan         | [ 2 ] |
| 1992 | Lin Chie-hsiang    | Taiwan         | [ 2 ] |
| 1991 | John Jacobs        | Estados Unidos | [ 2 ] |
| 1990 | Frankie Miñoza     | Filipinas      | [ 2 ] |
| 1989 | Lu Chien-soon      | Taiwan         |       |
| 1988 | Carlos Espinosa    | México         |       |
| 1987 | Mark Aebli         | Estados Unidos |       |
| 1986 | Lu Hsi-chuen       | Taiwan         |       |
| 1985 | Lu Liang-huan      | Taiwan         |       |
| 1984 | John Jacobs        | Estados Unidos | [ 2 ] |
| 1983 | Lu Liang-huan      | Taiwan         | [ 2 ] |
| 1982 | Chen Tze-ming      | Taiwan         | [ 2 ] |
| 1981 | Ho Ming-chung      | Taiwan         |       |
| 1980 | Kuo Chie-hsiung    | Taiwan         |       |
| 1979 | Lu Liang-huan      | Taiwan         | [ 2 ] |
| 1978 | Hsieh Yung-yo      | Taiwan         |       |
| 1977 | Hsieh Min-nan      | Taiwan         | [ 2 ] |
| 1976 | Hsu Chi-san        | Taiwan         | [ 3 ] |
| 1975 | Kuo Chie-hsiung    | Taiwan         | [ 2 ] |
| 1974 | Kuo Chie-hsiung    | Taiwan         | [ 2 ] |
| 1973 | Eleuterio Nival    | Filipinas      |       |
| 1972 | Haruo Yasuda       | Japão          |       |
| 1971 | Chang Chung-fa     | Taiwan         | [ 2 ] |
| 1970 | Chang Chung-fa     | Taiwan         | [ 2 ] |
| 1969 | Hideyo Sugimoto    | Japão          |       |
| 1968 | Hsieh Yung-yo      | Taiwan         | [ 2 ] |
| 1967 | Hsieh Yung-yo      | Taiwan         | [ 2 ] |
| 1966 | Lu Liang-huan      | Taiwan         |       |
| 1965 | Hsu Chi-san        | Taiwan         | [ 3 ] |